# Ctenucha togata
Ctenucha togata là một loài bướm đêm thuộc phân họ Arctiinae, họ Erebidae.